# Canillita (película de 1936)
Canillita es una película argentina del género de comedia filmada en blanco y negro codirigida por Lisandro de la Tea y Manuel Roneima sobre guion de los mismos, que se estrenó el 26 de marzo de 1936 y que tuvo como protagonistas a Amanda Ledesma, Héctor Calcaño, Gregorio Cicarelli, Sabina Olmos, Benita Puértolas y Manuel Roneima. Lisandro de la Tea era el seudónimo del crítico y escritor Adolfo Goldini.

## Reparto
- Amanda Ledesma
- Héctor Calcaño
- Gregorio Cicarelli
- Sabina Olmos
- Benita Puértolas
- Manuel Roneima.
- Príncipe Azul
- Pedro Caldarella
- Pedro Maffia
- Adolfo Alsina
- Arizona Boys
- El Pibe Buenos Aires
- Antonio Corrado
- Lopecito
- Roberto Paéz
- Gabino Seti

## Sinopsis
Una joven que se encuentra enamorada de un cantor elige fugarse de su casa para no casarse con un almacenero con el cual estaba comprometida.

## Crítica
El crítico Néstor escribió "En resumen: otra película más de conventillo que viene a agregarse a la serie del cabaret, los garitos y Villa Desocupación, con sus compadritos y milonguitas de costumbre."